# Юха рибна
Уха (діал.), юшка з риби, рибна юшка (рибна юха) — традиційна слов'янська рідка страва, різновид юшки, основний інгредієнт рибної юшки — риба.

## Етимологія
Слово уха, очевидно, є запозиченням з російської мови, яке зараз вживається у значенні «суп з риби» (первісно — «юшка»). Питомо українським відповідником є слово юха (у контексті супу, юшки — «рибна юха»), в інших слов'янських мовах — біл. вуха, серб. јуха/juha, словен. jucha («суп») і чеськ. jicha («соус»). Праслов'янську форму відновлюють як *uxa, *juxa, що виводиться до пра-і.є. *yeue- («одвар», «рідка їжа») і вважається спорідненою з прусськ. juse («суп з м'ясом»), лат. ius («бульйон», «сік», звідси також і фр. jus і англ. juice), санскр. yus («бульйон»).

## Історія
Сьогодні в Україні назва «юшка з риби» закріпилася лише за супом, який готується з риби із додаванням інших харчів — круп, картоплі, спецій.
Предки українців готували рідку їжу з додаванням багатьох ароматичних приправ та овочів і називали «варивом із зіллям». Крім того, були поширені різні м'ясні та рибні відвари, відомі під назвою «юха».
Вариво із зіллям, з додаванням овочів, пізніше почали називати «борщем», оскільки обов'язковою складовою частиною цієї страви були буряки, які мали назву «бърщь».
«Юху», що згодом почала називатися «юшкою», готували у вигляді якогось відвару з додаванням інших продуктів — гороху, крупів тощо.
Уже в XI столітті були поширені різні м'ясні і рибні відвари, відомі під назвою «юха», яку згодом почали називати «юшкою».
Поступово юшка з крупами, локшиною й іншими продуктами одержала нові назви, а колишня найчастіше вживається для позначення бульйону, в тому числі і рибному, без круп'яних засипок.
З часом в побут входили нові продукти, мінялася рецептура юшки. Вважається, що саме після початку вирощування в Україні картоплі рибна юшка з картоплею отримала окрему назву «юшка з риби».
Рибна юшка є однією з найдавніших страв української кухні, але достеменно не відомо, чи на момент виникнення (а його встановити неможливо), вона була характерною і унікальною стравою української кухні, якою є зараз.
Слово юшка вживається в ширшому розумінні і має декілька значень:
1. будь-який суп
2. бульйон
3. рибна юха (рибна юшка, рибний суп)
4. рибний бульйон

### Юшка в кухні козаків
Запорозькі козаки були невибагливі в їжі. Про них говорили: «Запорожці як малі діти: дай багато — все з'їдять, дай мало — будуть задоволені».
Найуживанішою була риба: варена, копчена, солона, печена. Посполити й рядові козаки часто-густо їли рибу, виловлену в місцевих водоймах (щуку, карася, лина, ляща, сома, плотицю). Старшини, шляхтичі, вище духівництво нерідко ласували осетриною, фореллю, вугрями тощо.
У козаків, які довгий час проводили в походах, популярністю користувалася солона, в'ялена і сушена риба. Дніпро, озера і протоки Великого Лугу удосталь годували їх усякою рибою. Шматки червоної риби, наприклад, солили і вживали з хлібом «подібно до шинки». Сушену рибу в походах кришили в різні варива. І ікру з осетрових здобували спритні козацькі риболови, і жир з потрухів виварювали, який або солили, або вживали в ту ж годину в їжу.
У шані у козаків були різні рибні юшки, які варили в мідних казанах і для їжі розливали по «ваганках» — невеликих дерев'яних коритах. Рідко зварене борошно на риб'ячій юшці називалася щербою. Пізніше так стали називати круту юшку з різних видів риб або юшку, заправлену різними крупами. Юшку нерідко їли разом з крутою «тетерею» — пшоняною кашею, до якої під час кипіння додавалося кисле житнє тісто.
Варена риба «шляхетних» порід (осетри, коропа, соми) подавалась окремо або на підстилці з очерету, або ж на «стяблі». За одними відомостями, так називався залізний піднос з шийкою для проціджування юшки, за іншими — «стябло» було просто дошкою з видовбаною серединою, щоб не стікала юшка. Один мандрівник в своїх замітках пояснював, що «варити рибу на стяблі» означало після варива складати її «на образ кліток» в купи, висотою до коліна. Рибу на підносах — «стяблах» подавали головою до отамана, який з риб'ячої голови і починав трапезу. Іноді варену або печену рибу могли поливати юшкою, в якій товкли часник з сіллю. Така приправа називалася «саламуром», «льоком».
- Запорізькі козаки, що мешкали по берегах Дніпра, часто варили щербу — ріденьке заколочене на рибній юшці борошно.
- Запорізькі козаки варили юшку у двох казанах: в одному круту «тетерю» — пшоняну кашею, до якої під час кипіння додавалося кисле житнє тісто, а в другому — рибу. Коли все було готове, вибирали рибу і кидали її до каші. Подавали кашу разом з бульйоном.
- Козаки на відварах з риби готували свої ліки, бо додавали у юшку різноманітні свіжі трави, водночас і лікуючись, і годуючись. Рибна юха надзвичайно багата фосфором і його сполуками. Фосфор покращує роботу мозку, активізує діяльність зорових нервів. Також багато у юшці солей кальція, який забезпечує міцність кісток та хрящів, гнучкість суглобів.

## Юшка з риби в кухнях народів світу
- Африканці варять юшку з макрелі.

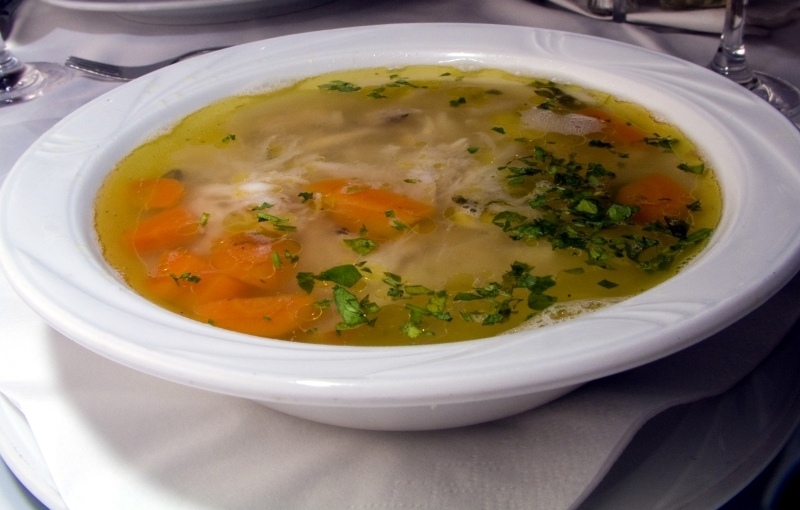
Хорватська юшка з риби

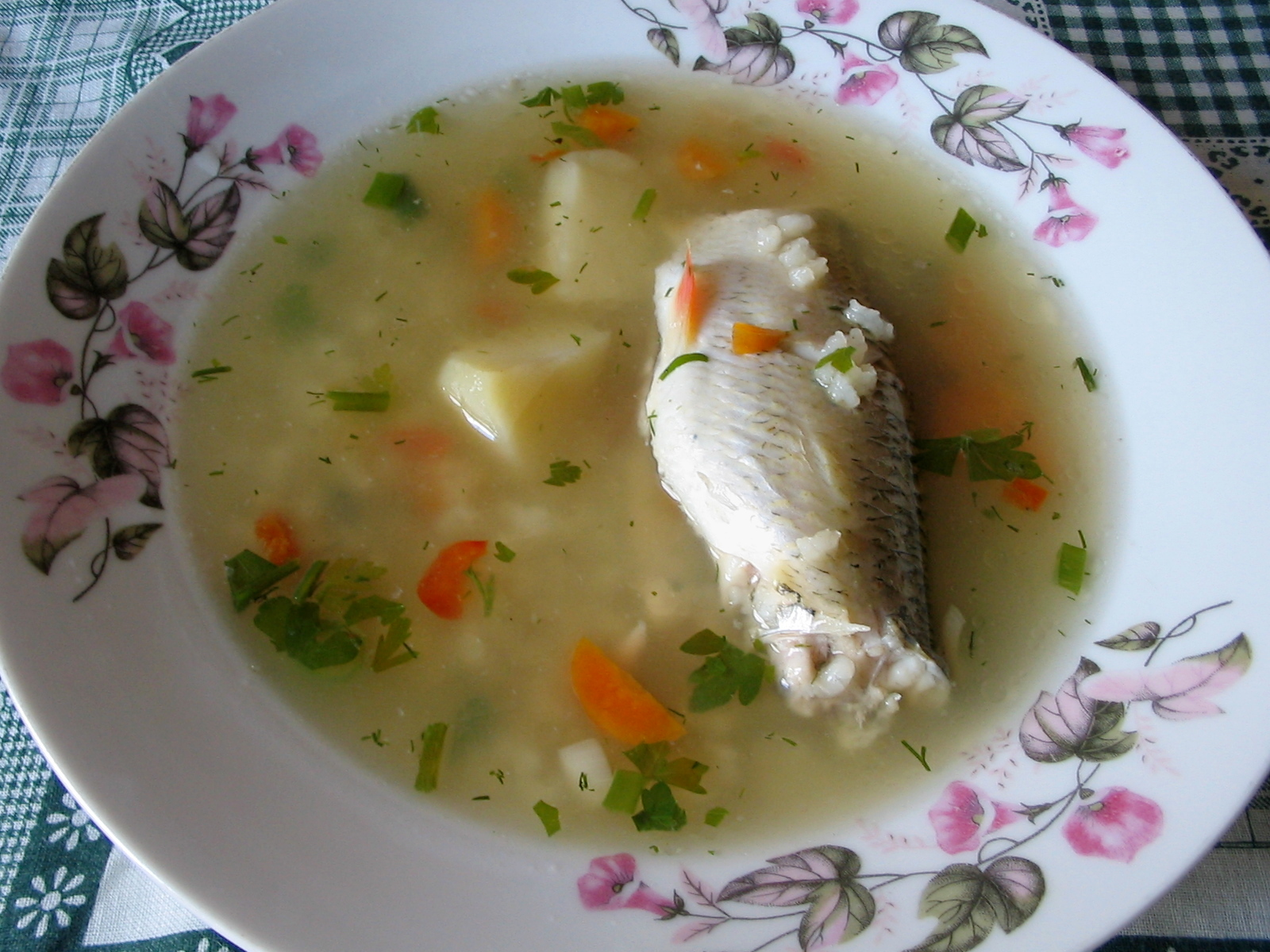
Російська юшка з риби (рос. уха)

- Бельгійці насипають до рибної юшки товчених сухарів.
- Греки додають пасероване борошно, томат-пюре та товчений часник.
- Індійці додають карі.
- Ірландці кладуть у юшку з морської риби обсмажену на смальці цибулю, картоплю, очищені, без насіння і дрібно посічені помідори, подрібнений на тертці мускатний горіх, чорний перець, гілочку чебрецю.
- Мадяри додають червоного перцю у свою халасле.
- Німці варять кістки та копчене м'ясо, додають зелень, зелений горошок, чорнослив, шматки вугра, заправляють цукром (!) та спеціями.
- Росіяни готують юшку з риби (рос. уха) із стерляді, їдять її з розтягаями, запивають горілкою.
- Скандинави готують юшку з фрикадельками, які ліплять з філе тріски разом з крохмалем, сметаною, молотими горіхами.
- Французи спочатку пасерують цибулю з томатами та зеленню, потім зверху на цю суміш кладуть шматки картоплі та риби, додають окропу, кип'ятять, потім рибу та картоплю виймають, гущу протирають. У тарілки кладуть хліб, рибу, картоплю та заливають бульйоном разом з гущею.
- Чилійці пасерують цибулю, солодкий перець, часник з томатною пастою та вином, потім кладуть рибу та й варять.

## Традиції приготування юшки з риби в Україні
- Чим далі на південь України — тим частіше в рецептах рибної юшки присутні томати.
- На Поліссі юшку приправляють сухими грибами.
- На Волині готують капусняк з сушеної риби. Промиту капусту разом із попередньо замоченими грибами варять до напівготовності, кладуть сушену рибу без голів і варять ще хвилин двадцять. Солять, додають спеції. Заправляють підсмаженими на олії цибулею і морквою.
- Азовські та чорноморські рибалки надрізають помідори хрест-навхрест та кладуть їх до юшки цілими, також додають солодкого перцю, приправляють юшку сметаною.
- Одесити полюбляють рибний кіжок — юшку без будь-яких добавок. Її розливають по тарілках, і вже кожен їдець за бажанням розбовтує в бульйоні приправу — суміш із потолочених з сіллю і перцем помідорів, часнику, зелені.
- Рибалки з низин Дністра присолом називають чисту (лише трохи присолену) юху зі сріблястої риб'ячої дрібниці.
- На Черкащині рибалки з Кременчуцького водосховища варять юшку з голів та хвостів свіжої річкової риби і старого сала.
- Таврійські рибалки готували юшку з тюльки або навіть оселедця, рясно присмачуючи її сметаною.
- Дніпровські рибалки готують старовинну козацьку приправу «саламур» — товчуть часник (головний компонент), додають сіль, перець, все це розбавляють готовою юшкою.
- Одесити до свого саламуру, крім часнику, додають помідори.

## Різновиди
Юшка з риби досить складна страва. Є багато різних рецептів і поглядів щодо технології її приготування. На смак і аромат юхи впливає дуже багато факторів, він залежить від того скільки і яку рибу брати для юхи, у гарячу або холодну воду опускати рибу, як довго її варити, скільки і коли додавати інших інгредієнтів, солі та спецій. На смак юхи впливають навіть зовнішні фактори, наприклад, на природі обходяться без спецій, а при приготуванні в приміщенні не шкодують їх. В певні періоди року одна й та ж риба може дати солодкий або гіркий присмак. З одних сортів риби юшка виходить навариста, з інших — пісна. Дрібна риба швидко розварюється, а велика і після довгого кипіння залишається твердою. Багато хто варить юшку не з цілої риби, а її відходів (голови, хребта та кісток, плавників, шкіри, луски, пузирів, ікри, молок).
Є три основні різновиди юхи:
1. проста
2. подвійна або потрійна
3. зі старим салом або півнем

Для простої юхи спершу варять овочі, а тоді рибу. В подвійній відварюють малу рибу, бульйон проціджують крізь марлю. Тоді засипають овочі, а як вода закипить — кидають ще й велику рибу.

### Інгредієнти

#### Риба
Класичну юшку з риби варять з тих риб, які дають прозорий навар, відрізняються клейкістю, ніжністю і «солодкістю». Це судак, окунь, йорж, сиг — з них виходить найкраща, так звана «біла» юшка. До них додають зазвичай одну третину миня, сома, лина або язя. На другому місці за смаком — юшка з жереха, сазана, головня, карася, коропа, червонопірки. Юшка з цих риб називається «чорною». Юшка з «червоної» риби — осетра, білуги, севрюги, нельма, лосося — називається «червоною» чи «бурштиновою» юшкою — вона особливо жирна і її роблять з шафраном. Крім цих видів юшки класична українська кухня знає: «юшку рядову», «юшку мляву», «юшку пластову» і «юшку солодку».
Юшку варять зазвичай не з якогось одного виду риби, а з двох, як мінімум, і з чотирьох, як максимум. Винятком може бути юшка з червоної риби, яку варять і з одного виду риби. На особливому місці стоять найрізноманітніші регіональні різновиди юшки.
Не годяться для юшки плітка, лящ, пічкур, верховодка, вобла, тарань, а також оселедцеві всіх видів, скумбрія, чехоня, бички. Їх найкраще використовувати для приготування рибних супів.
Існує думка, що гарну юшку не можна приготувати з морської риби, але це неправильно. Чимало з морської риби за своїми властивостями добре пасує для приготування юшки. Це тріска, палтус, макрорус, нототенія, селени, крижана риба, морський окунь.
Зазвичай юшку з прісноводної риби намагаються приготувати відразу ж після її виловлювання. Чим свіже риба, тим смачніше юха. Це цілковито стосується і морської риби. Тому, якщо вона заморожена, то для кращого збереження свіжості її не слід розморожувати перед закладкою до юхи. Треба також вибирати для юшки більш молоду, дрібну рибу, намагаючись до того ж брати менш піддану псуванню хвостову частину. Найвдалішим для юшки є поєднання нежирної риби (тріски, крижаної, макроруса, вомеру) з жирною (палтусом, морським окунем, сквамою, нототенією).

#### Овочі
1. Картопля. Дехто вважає, що додавання картоплі до юхи перетворює її в суп
2. Цибуля ріпчаста. Цибулю додають до юхи цілою, але при цьому надрізають її до половини, щоб юшка краще ввібрала сік цибулі.
3. Помідори.
4. Морква
5. Лимон

#### Крупи
1. пшоняні
2. перлові
3. рисові
4. саго

#### Підсилювачі жирності та смаку
1. Старе сало. Дехто с початку готування додає до бульйону шмат старого жовтого сала.
2. Півень. За деякими рецептами спершу довго варять старого півня, потім уже на отриманому бульйоні готують юшку з риби.
3. Сметана

#### Спеції
1. Лавровий лист
2. Сіль
3. Перець чорний горошком
4. Паприка
5. Окріп
6. Зелень кропу і петрушки
7. Коріння петрушки та коріння селери
8. Шафран
9. Імбир
10. Часник

#### Вода
Воду для юхи беруть чисту, але бажано, щоб вона була м'якою, тому деякі прихильники радять брати воду з водоймища, в принципі, це правильно, але, потрібно бути переконаним, що водойма або річка має задовільний екологічний стан. Звичайно, чим м'якше вода, тим краще. Дехто для пом'якшення води і поліпшення смаку юхи гасить в ній головешку, дехто додає склянку горілки.

## Приготування

### Послідовність
Юха з риби готується в три яруси. Суть «триярусної» юшки полягає в тому, що варіння відбувається у три етапи з використанням різного типу риб на кожному. Будь-який ярус можна виключати — це залежить від смаку, уподобань, бажання, наявних можливостей.
Крок 1.
- Перший ярус — різного роду «дрібниця» — піскар, йоржі і таке інше. Цю рибу необхідно промити і почистити. Луску знімати не треба. Якщо дрібної риби замало, додайте до неї голови і хвости великої. Залийте це все холодною водою, посоліть і поставте на вогонь. При першому кипінні зніміть піну і сильно зменшіть жар, майже до мінімуму. При слабкому кипінні варіть не більше 30 хвилин.

Крок 2.
- Зніміть казанок з вогню, юшку (бульйон) процідіть, а дрібну рибку викиньте. Для другого ярусу використовуйте білу рибу: лящ, окунь середньої величини і т. д. Її вже необхідно очистити від луски та, як з попереднім шаром, випатрати і промити. Рибу кидайте в злегка остиглий бульйон. До неї додайте 2-3 очищені, але не розрізані маленькі цибулини і трохи петрушки. Коли у риби побіліють очі, вийміть її, не знімаючи казанка з вогню. Коли бульйон закипить, додайте в нього крупно нарізану картоплю.

Крок 3.
- Після повторного закипання закладається третій ярус з великої риби. Найкраще підійде стерлядь, але можна використовувати і судак, і сазан. Якщо не вдалося зловити жодної з цих риб, сміливо кидайте щуку, вона трохи зіпсує смак, але не критично. Варити знову треба поки у риб не побіліють очі, тобто до їх готовності. Хвилин за 5-10 до цього моменту киньте в казанок спеції: лаврового листа і кілька горошин чорного перцю. Коли риба звариться, зніміть юху з казанка. Вона вже готова до вживання, але її можна зробити ще смачнішою.

Крок 4.
- Освітліть бульйон і додайте зелені, юха буде не лише смачнішою, але і красивішою. Щоб прибрати непрозорість бульйону, розбийте сире яйце і його білок влийте в юху, що остигає. Добре перемішайте, поставте на вогонь, доведіть до кипіння і варіть 10 хвилин на слабкому вогні. Щоб додати смаку виразності влийте чарку горілки. Юху накрийте кришкою, і залишіть на сонці настоюватися 20 хвилин.

### Загальні правила та поради
1. Юшка готується обов'язково з декількох видів риб, — окунів, піскарів, судака та ін. Окунь і сазан надають юшці наваристість і смак, а піскар — ніжність і особливу насолоду.
2. Чим свіжіша риба, тим смачніше уха. Найсмачнішою виходить юшка, приготована з живої або тільки що заколотої риби.
3. Рибу потрібно випатрати та видалити в неї зябра.
4. В дрібної рибі можна не чистити луску, дуже дрібну можна не патрати.
5. Для ухи важливий мінімалізм, тобто всього іншого крім риби повинно бути мінімум.
6. Прісноводна риба вариться 15-20 хв, морська — 8-12 хв.
7. До юшки з живої риби для смаку можна додавати лише одну цибулину. Якщо ж юшка вариться із снулої риби, то в неї обов'язково кладуть біле коріння, спеції (перець, лавровий лист), цибулю, зелень і кілька скибочок лимона.
8. Щоб юшка вийшла наваристою, рибний дріб'язок закладають на самому початку варіння й варять його 1,5-2 години до повного розварювання, тобто доти, поки вона не перетвориться у кашу, а потім проціджують і охолоджують. В охолоджений бульйон закладають шматки великої риби, варять її на слабкому вогні до готовності, а потім подають із бульйоном, розкладаючи в кожну супову миску по шматку риби.
9. Багатовіковий досвід приготування юшки засвідчує, що оптимальна кількість риби, яка потрібна для приготування наваристої й смачної юшки, береться з розрахунку 1 кг на 1,0-1,5 л води.
10. Щоб юшка вийшла світлою й прозорою, можна використати рибну ікру, отриману при патранні риби, або збиті яєчні білки. Для висвітлення 1 л бульйону необхідно взяти 1/3 склянки ікри, потовкти її як можна дрібніше, влити півсклянки холодної води, розмішати, влити склянку процідженої гарячої юшки, розмішати й теплою влити в загальну проціджену юшку, ретельно перемішавши. Юшку з накривають кришкою, проварюють на слабкому вогні 10-15 хвилин доти, поки вона не стане прозорою, а потім проціджують через щільну серветку й знову доводять до кипіння.
11. Рибну юшку не помішують під час варіння.
12. Показник готовності юшки — легке відставання м'яса риби від кісток, показником хорошої якості — прозорість бульйону.
13. Варити юшку слід в посуді, що не окислюється.

### Вогнище
- Дрова — будь-які, але сухі.
- Облаштування таганка повинно забезпечувати зручний доступ до страви та можливість змінювати висоту посуду над вогнем.

### Посуд
Посуд — принципової ролі не грає, але потрібно уникати емальованого, оцинкованого, тефлонового посуду, найкраще за все — казанок з харчової жерсті, нержавійки, чавуну, алюмінію, лудженої міді.

## Обрані рецепти
Рецепт № 1:
Справжні рибаки варять юшку так: дрібну рибу (йоржів, окунців) випатрати, не знімаючи луски, видалити голови, щоб вони не додали гіркоту, загорнути в марлю, залити холодною водою і варити на невеликому вогні близько години (луска дає і навар, і особливий смак юшці). Потім вийняти рибу, загорнену в марлю.
У киплячий бульйон опустити вимиті і очищені шматки крупної риби, порізану на частини цибулину, дрібно скришену часточку часнику, картоплю, моркву, перець, сіль.
На маленькому вогні юшку доварити ще 20-25 хвилин, закривши кришкою. Наприкінці варіння покласти 3-4 лаврові листи. У готову юшку, при розливі в тарілки, можна додати кріп або часточку лимона.
Чим різноманітніше рибне асорті, тим смачніша юшка.
Рецепт № 2:
Беруться окуні. Їх ретельно миють, видаляють жовч. Можна вийняти і нутрощі. Риба запускається в каструлю нечищеною, з лускою. Вона потім знімається так само легко, як плівка з маслюків. Варити треба на слабкому вогні. Побіліли кришталики очей — значить окунева юшка готова. Залишається лише заправити її зеленою цибулею, духмяним перцем, лавровим листом і іншими спеціями на смак і звичкам. Як тільки після цього юшка скипить, її відразу подають на стіл, заздалегідь виклавши рибу в окрему миску. Ті, хто додають в каструлю пшоно, картоплю, одержують зовсім не юшку, а збірну юшку.
Рецепт № 3:
Необхідні продукти:
- риба (річковий окунь, йорж) — 600 г філе
- рибний бульйон — 2 л
- горілка — 2 ст. ложки
- картопля — 5 шт.
- цибуля ріпчаста — 1 головка
- лимон — 40 г
- зелень кропу і петрушки — 20 г
- перець чорний горошком
- лавровий лист
- сіль

Порядок приготування:
У киплячий бульйон кладуть очищену і нарізану кубиками картоплю, дають закипіти, додають нарізану шматками рибу і цибулю, нарізану кільцями, і варять до готовності.
За 10 хвилин до готовності вливають горілку, кладуть перець горошком, лавровий лист, солять.
При подачі в тарілку кладуть шматочки риби і заливають супом.
Окремо подають лимон і зелень.
Рецепт № 4:
Необхідні продукти:
- риба дрібна — 600 г
- цибуля ріпчаста — 1/2 шт
- коріння петрушки — 15 г
- коріння селери — 15 г
- шафран — на смак
- перець горошком
- сіль

Порядок приготування:
Варити так само, як звичайну юшку, тільки без лаврового листка. Рибу вийняти, а в бульйон додати шафран, довести до кипіння, процідити і знов кип'ятити.
Рецепт № 5:
Необхідні продукти:
- риба — 200 г
- молоко — 250 г
- вода — 250 г
- масло вершкове — 10 г
- сіль

Порядок приготування:
У каструлю влити воду, додати сіль, довести до кипіння, покласти шматки очищеної риби, знову довести до кипіння, влити молоко, варити до готовності і заправити маслом.
Особливо смачна ця юшка з окунями.
Рецепт № 6:
Необхідні продукти:
- бульйон рибний — 400 г
- риба — 100 г
- морква — 5 г
- лимон — 1/15 шт.
- масло вершкове — 3 г
- зелень петрушки і кропу — на смак
- сіль
- перець горошком — на смак
- лавровий лист — на смак

Порядок приготування:
Осетрину почистити, ошпарити і нарізати. Лускову рибу обробити на філе без ребрових кісток і нарізати.
Рецепт № 7:
Необхідні продукти:
- Дрібна риба — 1кг
- судак, короп, щука, окунь, тріска — 500 г
- вода — 1.5-2 л
- цибуля ріпчаста — 2 шт.
- морква — 1 шт.
- коріння петрушки — 1-2 шт.
- помідори (середні) — 4-5 шт.
- вершкове масло або маргарин — 1-2 ст. л.
- лавровий лист — 2 шт.
- духмяний перець — 5-6 горошин
- зелень кропу — 1 пучок

Порядок приготування:
З рибної дрібноти варять бульйон так само, як вказано в попередніх рецептах. У бульйоні варять нарізану шматками крупну рибу до готовності, потім її витягують, а бульйон проціджують.
Овочі і коріння нарізують соломкою і пасерують на маслі. Помідори очищають від шкірки, дрібно ріжуть, прогрівають на маслі до отримання однорідної маси і заправляють нею рибний бульйон. У одержаний бульйон закладають пасеровані овочі та коріння і варять їх до готовності. В кінці варива в юшку кладуть лавровий лист та перець.
При подачі в супову тарілку кладуть шматок риби, наливають юшку і посипають дрібно нарізаною зеленню кропу.
Рецепт № 8:
Необхідні продукти:
- риба дрібна — 100 г
- судак або лящ, або щука — 100 г
- картопля — 120 г
- цибуля ріпчаста — 20 г
- коріння петрушки — 10 г
- томат-пюре — 15 г
- масло вершкове — 5 г
- сало-шпик — 5 г
- часник — 1 зубчик
- зелень петрушки — на смак
- лавровий лист, перець чорний горошком — за смаком
- сіль

Порядок приготування:
З дрібної риби і рибних харчових відходів зварити бульйон, додавши лавровий лист і чорний перець горошком, процідити. У киплячий бульйон покласти нарізану часточками картоплю, дрібно нарізану ріпчасту цибулю, коріння петрушки і варити 10-15 хвилин, потім додати порційні шматки риби без шкіри і кісток, пасерований на маслі томат-пюре, сіль і варити ще 10-15 хвилин.
Юшку заправити салом, товченим часником. Подавати, посипавши дрібно нарізаною зеленню петрушки.
Рецепт № 9:
Необхідні продукти:
- йоржі — 1 кг
- стерлядь — 1-1.5 кг
- цибуля ріпчаста — 2 шт.
- петрушка, селера (коріння) — по 3-4 шт.
- зелень (кріп, петрушка) — 1 пучок
- ікра від обробленої риби (йоржів, окунів) — 1/2 склянки
- цибуля (шаткована) — 3-4 ст. л.
- лимон — 1/2 шт.
- шампанське — 1 склянка

Порядок приготування:
Варять юшку з йоржів з корінням, проціджують і освітлюють ікрою.
Стерлядь або осетрину нарізують шматками, витирають досуха рушником, кладуть в гарячу прозору юшку і варять рибу на слабкому вогні до готовності (приблизно 15 хвилин після закипання). Шматки готової стерляді або осетрину викладають в супову тарілку (або миску), посипають зеленню кропу і обережно заливають процідженою юшкою.
Шампанське подають або окремо, або за бажанням для гостроти смаку його вливають в юшку. До юшки подають також очищені від шкірки і насіння лимони і дрібно нарізану зелену цибулю.
Рецепт № 10:
Необхідні продукти:
- риба — по 1 кг йоржів і окунів
- цибуля ріпчаста — 2 цибулини
- коріння петрушки — 3-4 шт.
- зелень кропу — 1 пучок
- сіль, мелений чорний перець, лавровий лист — на смак

Порядок приготування:
Йоржів і окунів промивають і чистять, видаляють зябра і нутрощі. З окуня знімають філе без шкіри і кісток. Йоржів і голови, що залишилася після оброблення окунів, шкіру і кістки заливають холодною водою (близько 3 л), додають нарізану кільцями цибулю, коріння петрушки, сіль, чорний мелений перець, лавровий лист і варять 2-3 години до повного розварювання йоржів. Бульйон відціджують через сито і ще раз кип'ятять. У киплячий бульйон опускають філе окуня, варять його до готовності, перекладають в тарілку з кропом, заливають бульйоном і подають до столу. Окремо на тарілочці подають скибочки лимона і гілочки зелені. Для смаку в бульйон додають відвар з окремо звареної в невеликій кількості юшки нерозсипчастої картоплі.